# Sambucus ebulus
Il sambuco lebbio (Sambucus ebulus L.), detto anche ebbio o sambuchella, è una pianta erbacea della famiglia delle Viburnacee, originaria del bacino del Mediterraneo.
Il nome inglese danewort deriva dalla credenza che cresca nei siti dove si sono combattute battaglie contro i Danesi. Il termine walewort o walwort significa "pianta straniera". Foglie e fusti di colore rosso in autunno possono spiegare i riferimenti al sangue. Il termine inglese Dane può essere collegato ad un antico termine riferito alla diarrea.

## Descrizione
Sambucus ebulus raggiunge 1–2 m di altezza, ha un fusto eretto in genere non ramificato e forma densi gruppi; ha un apparato radicale perenne esteso in ambiente sotterraneo. Le foglie sono opposte, pennate, lunghe 15–30 cm con 5-9 foglioline di odore fetido. Il fusto termina con un corimbo di 10–15 cm di diametro con numerosi fiori ermafroditi bianchi (raramente rosa), piatti. Il frutto è una piccola bacca lucida di 5–6 mm di diametro piena di succo rossastro.

## Distribuzione e habitat
L'areale di S. ebulis si estende dall'isola di Madera, al Nord Africa, all'Europa e all'Asia occidentale.
La specie si è naturalizzata in molte parti del Nord America (New York, New Jersey e Québec).

## Usi
I frutti di Sambucus ebulus sono utilizzati nella tradizione austriaca per trattare disordini dell'apparato respiratorio e febbre. Tuttavia la pianta, specialmente le bacche, è da considerarsi velenosa.
È una pianta impollinata, sia pur raramente, dalle api per il polline ed il nettare.